# Roger Astic
Roger Astic est un résistant français de la première heure, en Loire-Atlantique, né à Vannes le 7 juillet 1901 et mort à Carquefou le 23 décembre 1989.

## Biographie
Il exerce la profession d'herboriste à Nantes, dans le quartier des Batignolles, quand éclate la Seconde Guerre mondiale. Il entre dans la Résistance  sous le pseudonyme de Coprinus (du nom latin d’une variété de champignons, les coprins), et rejoint le réseau Bocq-Adam. Il effectue alors une série d'actions risquées contre l'occupant, affrontant directement des soldats de l'armée d'occupation. Dans son groupe de résistance, il occupe également la fonction de responsable aux renseignements.
Roger Astic est arrêté sur dénonciation en janvier 1943, en même temps que la grande majorité des membres de son réseau. Faute de preuves suffisantes contre lui, il n'est pas condamné à mort, mais déporté successivement à Buchenwald, Dora et Dachau, dont il revient vivant, à la suite de la libération du camp par les Américains. À ce propos, l’un de ses proches, Jacques Péger, raconte cette anecdote  qui en dit long sur la malnutrition dont souffraient les prisonniers dans ces camps, il vit un jour où ils étaient en colonne des coprins poussant abondamment le long d’une route. Deux soldats de la Wehrmacht surveillaient en tête et en queue de colonne. Très attiré par les champignons, il parvint à faire comprendre son intérêt à l’une des sentinelles qui l’autorisa à faire sa cueillette ; mais à l’autre bout, le second soldat croyant avoir affaire à une évasion, fit feu aussitôt sur notre homme. Il en réchappa grâce aux cris du premier soldat et put ainsi faire une dégustation de coprins.
Après la guerre, il reprend ses activités d'herboriste. À ce titre, il est le créateur de l’Association Mycologique de l’Ouest (AMO) en 1952 .
La Légion d’honneur lui est décernée le 21 février 1963, à titre militaire, avec le grade d'officier.
Une rue de la ville de Nantes porte également son nom.